# علي رضا أفشار
علي رضا أفشار (علیرضا افشار) هو ضابط عسكري إيراني. شغل منصب نائب وزير الداخلية للشؤون السياسية، حيث عُيّن في أغسطس 2007. وفي هذا المنصب، تولى رئاسة مقر الانتخابات الوطنية خلال الانتخابات التشريعية الإيرانية 2008.
كما كان سابقًا المتحدث باسم القوات المسلحة الإيرانية.
كان أفشار عضوًا في منظمة مجاهدي الثورة الإسلامية خلال ثمانينيات القرن العشرين، وانتمى إلى جناحها اليميني.